# Лейкотрієни
Лейкотріє́ни (лат. leucotrieni, англ. leucotrienes) — лінійні С20 ендогенні метаболіти арахідонової кислоти (ейкоза-5,8,11,14-тетраєнової) з термінальною карбоксильною групою і чотирма або більше подвійними зв'язками (три з яких кон'юговані), як і іншими групами. Лейкотрієни — субклас ейкозаноїдів.